# Komosa jesienna
Komosa jesienna (Chenopodium ficifolium  Andrz.) – gatunek rośliny z rodziny szarłatowatych. Występuje w Europie, Azji i Afryce Północnej.
W Polsce rośnie głównie w zachodniej części kraju.

## Morfologia

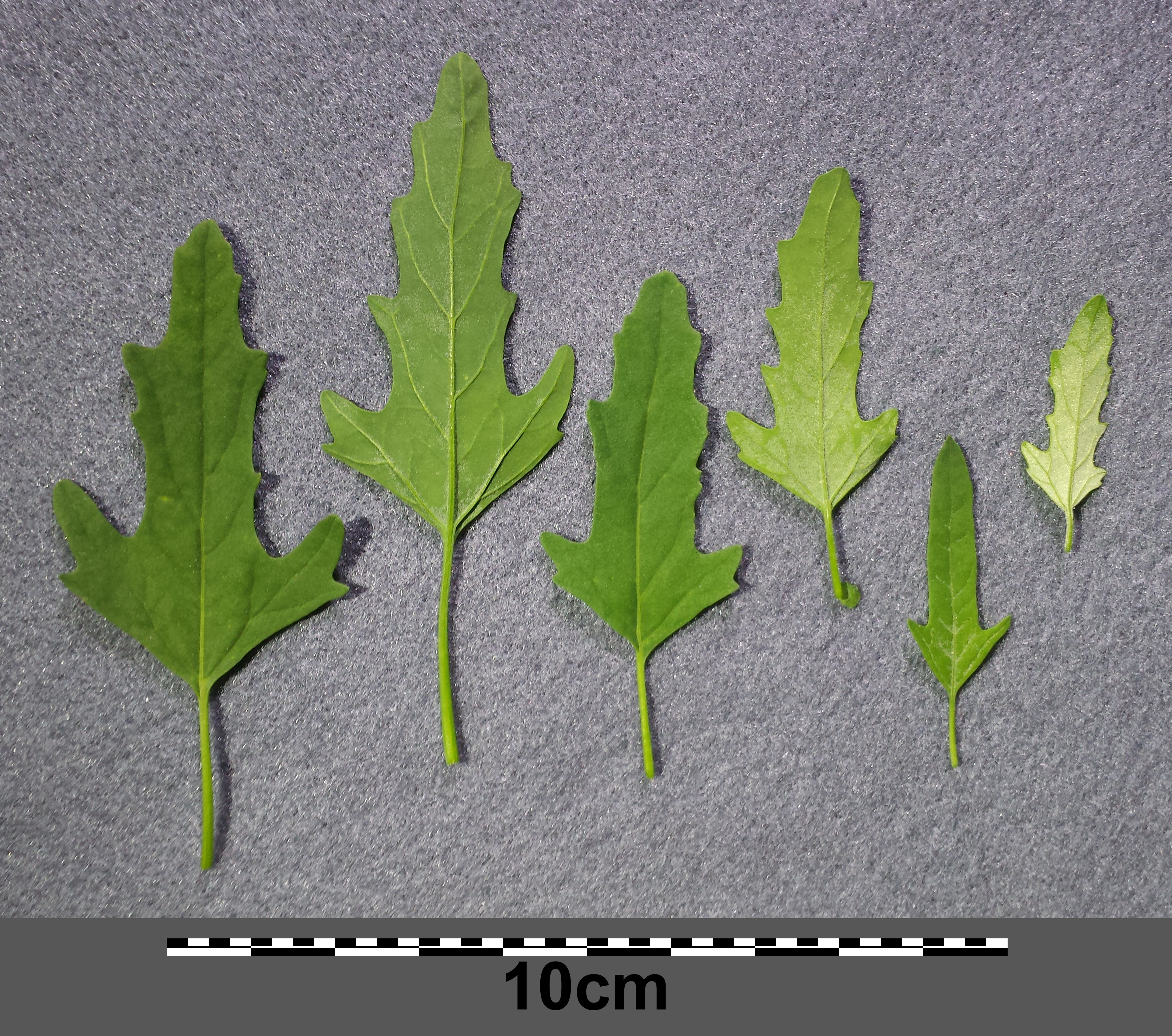
Liście

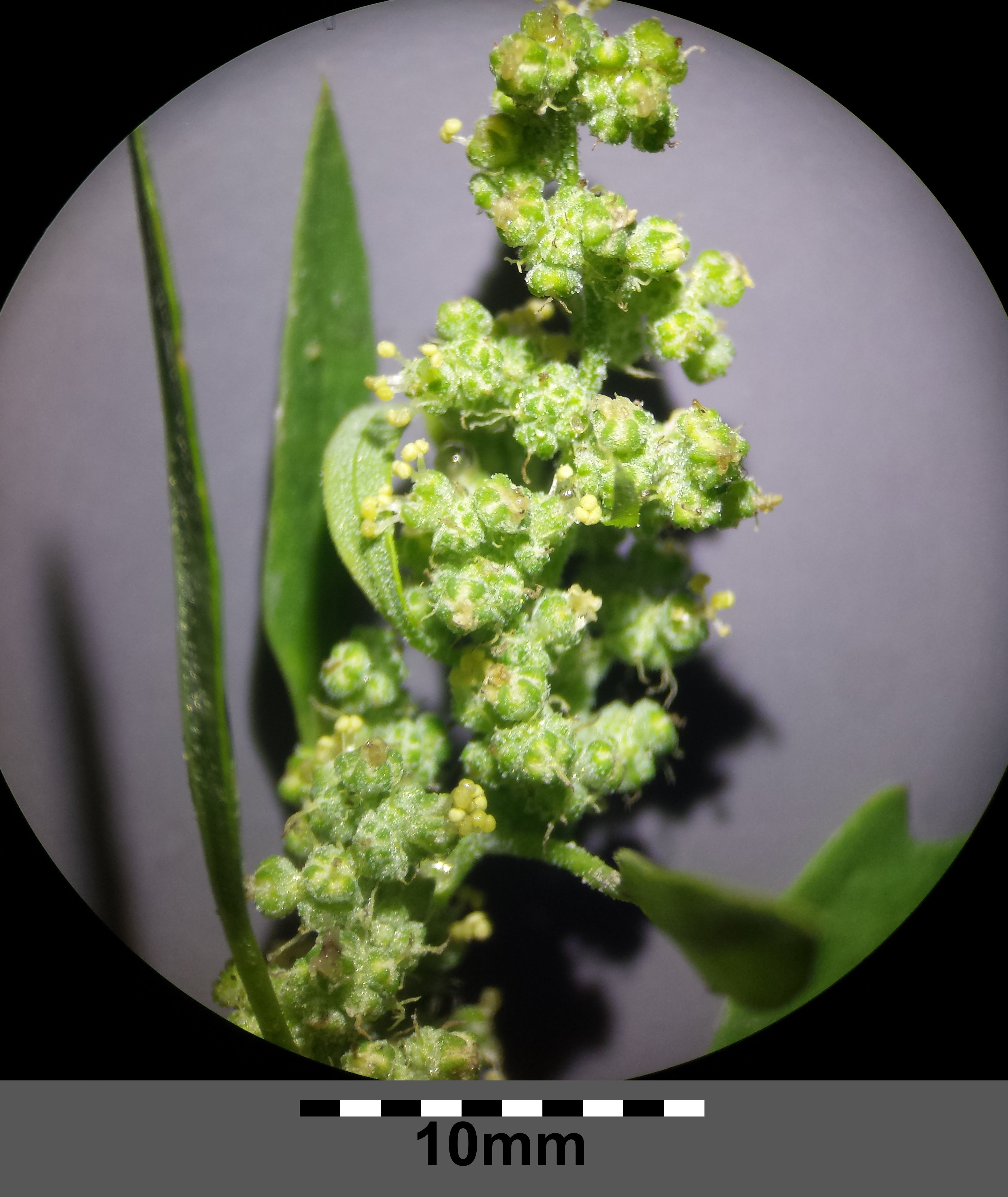
Kwiatostan

PokrójRoślina mącznisto owłosiona.
ŁodygaO wysokości 30-100 cm.
LiścieTrzy-cztery razy dłuższe niż szersze, trójwrębne. Odcinek środkowy jajowatolancetowaty, dwa-trzy razy dłuższy niż szerszy, kilkukrotnie dłuższy od odcinków bocznych, o prawie równoległych brzegach. Odcinki (klapy) boczne nisko umieszczone.
KwiatyPięciokrotne, promieniste, zebrane w kłębiki.
OwocJednonasienna niełupka; jej górna część jest zakryta przez listki okwiatu, które posiadają wystające grzbiety. Nasiona błyszczące, dołkowane, o średnicy 08-1,2 mm. Dołki gęsto rozmieszczone, głębokie, plastrowate, ostrokanciaste.

## Biologia i ekologia
Roślina jednoroczna. Rośnie na aluwiach, polach, w siedliskach ruderalnych. Kwitnie od lipca do września. Liczba chromosomów 2n = 18.

## Zagrożenia i ochrona
Roślina umieszczona na polskiej czerwonej liście w kategorii DD (stopień zagrożenia nie może być określony).